# Ideoblothrus vampirorum
Ideoblothrus vampirorum är en spindeldjursart som beskrevs av William B. Muchmore 1982. Ideoblothrus vampirorum ingår i släktet Ideoblothrus och familjen spinnklokrypare. Inga underarter finns listade i Catalogue of Life.